# Campionati europei di atletica leggera indoor 2015 - 60 metri ostacoli femminili
La specialità dei 60 metri ostacoli femminili ai campionati europei di atletica leggera indoor di Praga 2015 si è svolta alla O2 Arena di Praga, nella Repubblica Ceca, il 6 marzo 2015.

## Podio
| Pos.    | Atleta         | Nazionalità   | Misura |
| ------- | -------------- | ------------- | ------ |
| Oro     | Alina Talay    | Bielorussia   | 7"85   |
| Argento | Lucy Hatton    | Gran Bretagna | 7"90   |
| Bronzo  | Serita Solomon | Gran Bretagna | 7"93   |

## Record
Prima di questa competizione, il record del mondo (RM), il record europeo (EU) ed il record dei campionati (RC) sono i seguenti:
| Record                | Prestazione | Atleta                            | Data                                 | Competizione        |
| --------------------- | ----------- | --------------------------------- | ------------------------------------ | ------------------- |
| Record mondiale       | 7"68        | Susanna Kallur Svezia             | 10 febbraio 2008 Karlsruhe, Germania |                     |
| Record europeo        | 7"68        | Susanna Kallur Svezia             | 10 febbraio 2008 Karlsruhe, Germania |                     |
| Record dei campionati | 7"74        | Ludmila Engquist Unione Sovietica | 4 marzo 1990 Glasgow, Regno Unito    | Europei indoor 1990 |

## Programma
| Data         | Ora   | Turno          |
| ------------ | ----- | -------------- |
| 6 marzo 2015 | 10:00 | Qualificazioni |
| 6 marzo 2015 | 16:00 | Semifinali     |
| 6 marzo 2015 | 18:40 | Finale         |

## Risultati

### Batterie
Le batterie di qualificazione si sono tenute venerdì 6 marzo a partire dalle 10:05. Accedono alle semifinali le prime tre atlete di ogni batteria (Q) e i quattro migliori tempi (q).

#### Batteria 1
La prima batteria è partita alle 10:05.
| Pos. | Corsia | Nome               | Nazione  | Reazione | Tempo | Note |
| ---- | ------ | ------------------ | -------- | -------- | ----- | ---- |
| 1    | 7      | Hanna Plotitsyna   | Ucraina  | 0"155    | 8"04  | Q    |
| 2    | 6      | Cindy Roleder      | Germania | 0"151    | 8"07  | Q    |
| 3    | 5      | Nina Morozova      | Russia   | 0"141    | 8"12  | Q    |
| 4    | 4      | Karolina Koleczek  | Polonia  | 0"161    | 8"13  | q    |
| 5    | 2      | Sonata Tamošaityte | Lituania | 0"158    | 8"19  |      |
| 6    | 3      | Caridad Jerez      | Spagna   | 0"145    | 8"20  |      |

#### Batteria 2
La seconda batteria è partita alle 10:11.
| Pos. | Corsia | Nome               | Nazione     | Reazione | Tempo | Note |
| ---- | ------ | ------------------ | ----------- | -------- | ----- | ---- |
| 1    | 3      | Alina Talay        | Bielorussia | 0"149    | 8"04  | Q    |
| 2    | 5      | Isabelle Pedersen  | Norvegia    | 0"172    | 8"07  | Q    |
| 3    | 6      | Noemi Zbären       | Svizzera    | 0"175    | 8"11  | Q    |
| 4    | 4      | Anne Zagré         | Belgio      | 0"174    | 8"15  |      |
| 5    | 2      | Katerina Cachová   | Rep. Ceca   | 0"162    | 8"18  |      |
| 6    | 7      | Elisávet Pesirídou | Grecia      | 0"157    | 8"36  |      |
| -    | 8      | Marzia Caravelli   | Italia      | dns      | dns   |      |

#### Batteria 3
La terza batteria è partita alle 10:17.
| Pos. | Corsia | Nome             | Nazione       | Reazione | Tempo | Note                                     |
| ---- | ------ | ---------------- | ------------- | -------- | ----- | ---------------------------------------- |
| 1    | 2      | Lucy Hatton      | Gran Bretagna | 0"160    | 7"96  | Q                                        |
| 2    | 3      | Eline Berings    | Belgio        | 0"146    | 8"01  | Q                                        |
| 3    | 5      | Andrea Ivancevic | Croazia       | 0"174    | 8"02  | Q                                        |
| 4    | 8      | Marina Tomic     | Slovenia      | 0"156    | 8"09  | q                                        |
| 5    | 4      | Nadine Visser    | Paesi Bassi   | 0"175    | 8"12  | q                                        |
| 6    | 6      | Lucie Koudelová  | Rep. Ceca     | 0"142    | 8"22  |                                          |
| 7    | 7      | Mokrášová        | Slovacchia    | 0"177    | 8"48  | Miglior prestazione personale stagionale |

#### Batteria 4
La quarta batteria è partita alle 10:23.
| Pos. | Corsia | Nome              | Nazione       | Reazione | Tempo | Note                                     |
| ---- | ------ | ----------------- | ------------- | -------- | ----- | ---------------------------------------- |
| 1    | 6      | Serita Solomon    | Gran Bretagna | 0"161    | 8"03  | Q                                        |
| 2    | 4      | Josephine Onyia   | Spagna        | 0"131    | 8"04  | Q                                        |
| 3    | 3      | Nooralotta Neziri | Finlandia     | 0"197    | 8"05  | Q                                        |
| 4    | 2      | Giulia Pennella   | Italia        | 0"172    | 8"09  | q                                        |
| 5    | 5      | Lucie Škrobáková  | Rep. Ceca     | 0"267    | 8"17  | Miglior prestazione personale stagionale |
| 6    | 7      | Olena Yanovska    | Ucraina       | 0"197    | 8"27  |                                          |

### Semifinali
Le semifinali si sono tenute venerdì 6 marzo a partire dalle 16:00. Accedono alla finale le prime quattro atlete di ogni batteria (Q). Non sono previsti ripescaggi.

#### Semifinale 1
La prima semifinale è partita alle 16:00.
| Pos. | Corsia | Nome              | Nazione       | Reazione | Tempo | Note                                     |
| ---- | ------ | ----------------- | ------------- | -------- | ----- | ---------------------------------------- |
| 1    | 5      | Alina Talay       | Bielorussia   | 0"144    | 7"89  | Q                                        |
| 2    | 6      | Lucy Hatton       | Gran Bretagna | 0"150    | 7"93  | Q                                        |
| 3    | 4      | Isabelle Pedersen | Norvegia      | 0"159    | 7"95  | Q                                        |
| 4    | 8      | Andrea Ivancevic  | Croazia       | 0"173    | 7"97  | Q                                        |
| 5    | 3      | Eline Berings     | Belgio        | 0"147    | 8"02  |                                          |
| 6    | 7      | Nina Morozova     | Russia        | 0"142    | 8"05  | Miglior prestazione personale            |
| 7    | 1      | Karolina Koleczek | Polonia       | 0"148    | 8"05  | Miglior prestazione personale            |
| 8    | 2      | Marina Tomic      | Slovenia      | 0"155    | 8"08  | Miglior prestazione personale stagionale |

#### Semifinale 2
La seconda semifinale è partita alle 16:07.
| Pos. | Corsia | Nome              | Nazione       | Reazione | Tempo | Note |
| ---- | ------ | ----------------- | ------------- | -------- | ----- | ---- |
| 1    | 6      | Serita Solomon    | Gran Bretagna | 0"165    | 7"95  | Q    |
| 2    | 7      | Nooralotta Neziri | Finlandia     | 0"142    | 7"98  | Q =  |
| 3    | 4      | Cindy Roleder     | Germania      | 0"146    | 7"98  | Q    |
| 4    | 5      | Hanna Plotitsyna  | Ucraina       | 0"146    | 8"02  | Q    |
| 5    | 3      | Josephine Onyia   | Spagna        | 0"137    | 8"04  |      |
| 6    | 1      | Giulia Pennella   | Italia        | 0"189    | 8"08  | =    |
| 7    | 8      | Noemi Zbären      | Svizzera      | 0"169    | 8"19  |      |
| -    | 2      | Nadine Visser     | Paesi Bassi   | 0"159    | dnf   |      |

### Finale
| Pos.    | Corsia | Nome              | Nazione       | Reazione | Tempo | Note                          |
| ------- | ------ | ----------------- | ------------- | -------- | ----- | ----------------------------- |
| Oro     | 6      | Alina Talay       | Bielorussia   | 0"104    | 7"85  | Record nazionale              |
| Argento | 3      | Lucy Hatton       | Gran Bretagna | 0"150    | 7"90  | Miglior prestazione personale |
| Bronzo  | 5      | Serita Solomon    | Gran Bretagna | 0"154    | 7"93  | Miglior prestazione personale |
| 4       | 8      | Cindy Roleder     | Germania      | 0"135    | 7"93  | Miglior prestazione personale |
| 5       | 7      | Isabelle Pedersen | Norvegia      | 0"167    | 7"96  |                               |
| 6       | 4      | Nooralotta Neziri | Finlandia     | 0"147    | 7"97  | Record nazionale              |
| 7       | 1      | Andrea Ivancevic  | Croazia       | 0"164    | 8"02  |                               |
| 8       | 2      | Hanna Plotitsyna  | Ucraina       | 0"162    | 8"10  |                               |